# Jorge Velasco Mackenzie
Jorge Eduardo Velasco Mackenzie (Guayaquil, 16 de enero de 1949-Guayaquil, 24 de septiembre de 2021) fue un escritor y catedrático ecuatoriano. La ciudad de Guayaquil ocupó un puesto central en las letras de Velasco, particularmente su mundo marginal, que fue retratado por el autor en varias de sus obras. Entre sus libros más reconocidos destaca la novela El rincón de los justos (1983), en la que retrató a la clase baja de la ciudad a través de las historias de peloteros, borrachos, cachineros, obreros, trabajadoras sexuales y demás personas desposeídas.
Sus obras han sido traducidas al inglés, italiano, francés y alemán.

## Biografía
Realizó sus estudios superiores en la Universidad de Guayaquil, donde obtuvo el título de licenciado en letras. Durante estos años inició su carrera literaria y obtuvo uno de sus primeros reconocimientos, el primer lugar en el concurso de poesía mural del Municipio de Guayaquil. Sin embargo, pronto pasó de la poesía a la narrativa, que fue el género con el que vieron la luz sus obras más conocidas.
Su primer cuento fue publicado en 1974 en la revista La bufanda del sol, titulado Aeropuerto. Al año siguiente este relato lo llevó a ganar el concurso universitario de cuento de la Universidad Técnica de Machala. Durante el mismo año publicó de la mano de la editorial de la Casa de la Cultura Ecuatoriana su primer libro, la colección de cuentos De vuelta al paraíso, con el que quedó finalista de un concurso nacional de cuentos organizado por la Pontificia Universidad Católica del Ecuador.
En 1976 formó junto a otros escritores, entre los que constaban Raúl Vallejo y Fernando Nieto Cadena, el grupo literario de tendencia socialista Sicoseo, cuya propuesta estética intentaba, en palabras de Vallejo, iniciar un proceso de "desacralización" de la literatura por medio de la adopción de dialectos e intereses populares (como fútbol o pasillos) como formas expresivas para retratar la realidad de los sectores rechazados y oprimidos.
Con su segundo libro de cuentos, Como gato en tempestad (1977), obtuvo una mención de honor en el concurso nacional de literatura José de la Cuadra.

### Auge literario
A finales de la década de 1970 empezó a escribir su primera novela y con el primer capítulo de la misma ganó en 1979 una beca del Círculo de Lectores que le permitió viajar y completar la obra, que publicó en 1983 con el nombre El rincón de los justos. La novela se convirtió con los años en la obra más popular de Velasco, en la que narra las historias de un grupo de habitantes de Matavilela, un barrio marginal ficticio de Guayaquil.
Durante la década de 1980 dictó varios talleres de promoción cultural auspiciados por el Banco Central del Ecuador junto a Miguel Donoso Pareja, a quien había conocido luego de participar en un taller literario en que Velasco desarrolló el texto de su novela sobre el pueblo afroecuatoriano Tambores para una canción perdida (1986), con la que ganó el Premio "Grupo de Guayaquil", organizado por la Casa de la Cultura Ecuatoriana y cuyo jurado estuvo conformado por Alfredo Pareja Díez Canseco, Antonio Cornejo Polar y Eliécer Cárdenas. Velasco y Donoso guardaron una relación de amistad que se extendió hasta la muerte de Donoso y Velasco lo incluyó como personaje en obras como El ladrón de levita (1989).
En 1996 obtuvo el primer lugar en la IV Bienal de la Novela Ecuatoriana con la novela histórica En nombre de un amor imaginario, en la que ficcionaliza los hechos alrededor de la Misión geodésica francesa de 1736.

### Años posteriores
Durante la primera década del siglo XXI continuó retratando la marginalidad guayaquileña en sus novelas, primero en Río de sombras (2003), donde un personaje llamado Basilio recorre la ciudad en medio de los asaltos, vicios y estafas que la asolan y se convence de que la urbe sería destruida y quedaría sumergida por los manglares; más tarde en Tatuaje de náufragos (2009), donde el cierre del bar Montreal da el inicio de una historia policiaca sobre crímenes y relaciones pasionales protagonizada por un médico forense en medio del mundo cultural y literario de la ciudad.
En 2009 ganó el premio de dramaturgia José Martínez Queirolo, otorgado por el núcleo del Guayas de la Casa de la Cultura Ecuatoriana, por su pieza teatral Tatuajes para el alma.
Su novela La casa del fabulante, publicada en 2014, narra la experiencia de Velasco en un centro de desintoxicación, al que acudió debido a sus problemas con el alcoholismo.
Velasco falleció el 24 de septiembre de 2021 luego de ser internado un día antes al área de cuidados intensivos del Hospital Teodoro Maldonado Carbo. Su salud había decaído desde julio del mismo año, producto de un accidente cerebrovascular.

## Obras
Novelas
- El rincón de los justos (1983)
- Tambores para una canción perdida (1986)[18]
- El ladrón de levita (1989)[19]
- En nombre de un amor imaginario (1996)[20]
- Río de sombras (2003)[21]
- Tatuaje de náufragos (2009)[22]
- Hallado en la grieta (2012)
- La casa del fabulante (2014)

Cuentos
- De vuelta al paraíso (1975)
- Como gato en tempestad (1977)
- Raymundo y la creación del mundo (1979)
- Músicos y amaneceres (1986)
- Clown y otros cuentos (1988)
- Desde una oscura vigilia (1992)
- La mejor edad para morir (2006)[24]

Poesía
- Colectivo (1981)
- Algunos tambores que suenan así (1981)

Teatro
- En esta casa de enfermos (1983)[23]
- Tatuajes para el alma (2009)